# Franco Mercuri
Franco Mercuri (Roma, 29 novembre 1930 – Roma, 14 marzo 1985) è stato uno sceneggiatore italiano.

## Biografia
Pratica diversi mestieri prima di impiegarsi alla SIP, per poi, in seguito, dedicarsi al mondo dello spettacolo come autore e sceneggiatore.

Intorno al 1970 collabora col teatro cabaret “Il Puff” di Lando Fiorini come battutista. Col tempo diviene autore degli interi spettacoli. È sua la nota frase che ha dedicato a Lando Fiorini: 
A ‘n angolo de Roma c'è ‘na voce... valla a sentì... e dimme si te piace!
Collabora alla scrittura di diverse canzoni: Ammalato di te, Amore vuol dire, Blu, Chi lo sa, Dammelo un bacetto (1972), Eri tu, Forse vuol dir, Gira e rigira, Good Bye America, Io sono fragile, Madama Dorè Commissario, Mi sono messo a dieta, Piccolo cin cin, Ritorno a casa, Sarò Franco, La Sberla, Segnali di Fumo, Vai con la bici.
Scrive diversi soggetti e sceneggiature per il cinema, per lo più nel genere dei film della commedia erotica all'italiana degli anni settanta/ottanta, in seguito, con la collaborazione dei “Topi di Ponte”, scrive alcune commedie. Lavora come autore e sceneggiatore anche nell'ambito degli spettacoli televisivi della RAI. Nello stesso periodo, firma i testi di molti monologhi e scenette dei più noti attori comici del momento.
Successivamente passa a Mediaset, per firmare come coautore, uno dei più noti ed innovativi varietà degli anni ottanta: Drive In. Nei primi anni ‘80, la sua attività professionale nell'ambito dello spettacolo si unisce alla passione sportiva per il calcio e passa ad allenare la “Nazionale di calcio degli Artisti” impegnata in partite e rappresentazioni di beneficenza.

## Filmografia

### Cinema
- Giovannona Coscialunga disonorata con onore, regia di Sergio Martino (1972)
- Patroclooo!... e il soldato Camillone, grande grosso e frescone, regia di Mariano Laurenti (1973)
- Furto di sera bel colpo si spera, regia Steno (1974)
- La professoressa di scienze naturali, regia di Michele Massimo Tarantini (1976)
- Classe mista, regia di Mariano Laurenti (1976)
- La pretora, regia di Lucio Fulci (1976)
- Per amore di Poppea, regia di Mariano Laurenti (1977)
- La compagna di banco, regia di Mariano Laurenti (1977)
- La liceale nella classe dei ripetenti, regia di Mariano Laurenti (1978)
- L'insegnante va in collegio, regia di Mariano Laurenti (1978)
- La supplente va in città, regia di Vittorio De Sisti (1979)
- La settimana bianca, regia di Mariano Laurenti (1980)
- La gorilla, regia di Romolo Guerrieri (1982)

## Programmi televisivi
- Sottovoce ma non troppo (1971)
- Ciao torno subito (1972)
- Isabella show (1974)
- Follestate Express (1975)
- Non stop (1977-1978)
- C'è poco da ridere (1978)
- La sberla (Rete 1, 1978-1979)
- Tabooga (1979)
- Vai con la bici (1978-1980)
- Giro Festival (1979-1980)
- Musicomio (1981)
- Signori si parte (1981)

## Teatro
- Er Tancia barba capelli... resto mancia (1975)
- Pasquino, lingua tajente onor di popolino (1976)
- Mastro Titta